# Jogurtová revoluce
Jako jogurtová revoluce (srbsky јогурт револуција/jogurt revolucija) se označuje série protestů, která trvala od července do října 1988 v metropoli SAP Vojvodina, Novém Sadu. Příznivci Slobodana Miloševiće se úspěšně pokusili odstranit tehdejší politické vedení oblasti a nahradit ho novým, plně loajálním Bělehradu. Jednalo se o první z akcí, známých pod názvem protibyrokratická revoluce, mediálně pak také jako miting istine/митинг истине (mítinky pravdy), či događanje naroda/догађање народа (shromáždění/akce lidu).
Již od července 1988 se konaly v Novém Sadu demonstrace, organizované okruhem lidí kolem Slobodana Miloševiće. Pořádaly se buď v centru města, nebo na rozsáhlém prostranství u obchodního a sportovního centra SPENS. Milošević k těmto demonstrujícím často hovořil. Jejich cílem byly ústavní změny (neboť dokument z roku 1974 byl ve stále větší nemilosti) a hlavně rezignace tehdejších vrcholných představitelů oblasti. Vojvodinské politické vedení (předsednictvo autonomní oblasti) pracovalo fakticky nezávisle na tom v Bělehradě, což bylo Miloševićovi a dalším samozřejmě trnem v oku. Organizování demonstrací v oblasti etnicky smíšené, kde však více než 50 % představovali Srbové, bylo mnohem snazší, než později v jiných oblastech Jugoslávie, např. ve Slovinsku. Demonstrací se účastnili Srbové a Černohorci z Kosova, kteří byli organizovaně svezeni do Nového Sadu. Právě mezi kosovskými Srby získal Milošević velice rychle ohromnou popularitu - neboť jeho politický styl se zakládal na tom, že diskutoval s občany přímo na místě, byť jeho vyjádření paradoxně vůbec nevybočovala z oficiální linie komunistického vedení státu. Ke kosovským Srbům se později přidali i místní a dav se tak neustále rozrůstal.
Politické vedení SAP Vojvodina se zcela přirozeně těchto aktivit obávalo a proto se je pokoušelo překazit. Řada mítinků byla zakázána, ve městě se dokonce na čas přerušily dodávky vody a elektrické energie. Na začátku měsíce října zorganizoval Mihalj Kertes, stoupenec Miloševićovy politiky, protestní shromáždění mezi dělníky Jugometalu v Bačce Palance. S nimi poté přišel do nedalekého Nového Sadu, kde se přidal k dalším demonstrantům. Masa asi patnácti tisíc lidí na dnešní třídě Mihajla Pupina nesla transparenty s hesly "Mi verujemo u Savez komunista Jugoslavije" (Věříme ve Svaz komunistů Jugoslávie), "Dole ustav iz 1974" (pryč s ústavou z roku 1974) a "Mir" (Mír). Skandovaná hesla byla poměrně jednoduchá: "Kosovo u Srbiji" (Kosovo v Srbsku), "Vojvodina je Srbija" (Vojvodina je Srbsko), "Zajedno smo jači" (Spolu jsme silnější). Vykřikovali hesla jako "Dole foteljaši" (Pryč s papaláši) a celé setkání se neslo ve znaku hesla "Oj Srbijo iz tri dela opet ćeš biti cela" (Srbsko ze tří částí, znovu budeš jednotné). Stále rostoucí agresivita mítinku nakonec přerostla ve střet, kdy rozzuřený dav házel kameny, krabice s mlékem a jogurty na okna budovy skupštiny SAP Vojvodina, kam se předsednictvo oblasti 5. října ukrylo.
ÚV Svazu komunistů Jugoslávie protesty odsoudil jako pokus o odstranění legálně fungujícího politického vedení autonomní oblasti. Tehdejší předseda předsednictva SKJ žádal nasazení armády, nicméně byl odmítnut s tím, že takový krok by byl protiústavní, pokud by s ním nesouhlasila hlava státu Srbska - a tou byl právě Slobodan Milošević. S ním sympatizovala i Jugoslávská lidová armáda, neboť oceňovala jeho přístup, který hrál na titoistickou strunu. Miloševićovi stoupenci se totiž deklarovali jako jediní, kteří chtějí udržet rozpadající se monopol moci Svazu komunistů a pokračovat v původní linii. Milošević nakonec armádě nařídil, aby zůstala v kasárnách a do novosadských ulic nevyjížděla.
Následující den bylo politické vedení Vojvodiny donuceno rezignovat. Noví lidé, kteří je ve funkci nahradili byli plně loajální Svazu komunistů Srbska a autonomie regionu tak byla de facto odstraněna. Nový šéf SKV, Nedeljko Šipovac, byl například jedním z organizátorů demonstrací. Formálně přestala být Vojvodina autonomní na základě ústavních dodatků, které byly odsouhlaseny v roce 1989 a novou ústavou Srbska, která byla schválena o rok později.